# Kuujjuaq
Kuujjuaq, „Großer Fluss“ auf Inuktitut, ist mit 2754 Einwohnern (Stand: 2016) die größte Inuit-Siedlung in der Region Nunavik, Verwaltungsregion Nord-du-Québec. Der Ort liegt am Westufer des Rivière Koksoak, etwa 50 Kilometer oberhalb seiner Mündung in die Ungava Bay, und ist seit 1975 regionales Verwaltungszentrum. Hier haben daher alle wesentlichen regionalen Organisationen ihren Hauptsitz, so Makivik, die Kativik-Regionalregierung, der Rat für regionale Kativik-Entwicklung („Katutjiniq“ auf Inuktitut), die Regionalverwaltung für Gesundheits- und Sozialwesen in Nunavik und das Nunavik-Forschungszentrum ihren Sitz.
Die frühere Bezeichnung der Siedlung Kuujjuaq lautete Fort Chimo, wobei sich auch dieses Wort aus Inuktitut herleitet: saimuuq, „Friede sei mit dir!“
Als erste Europäer kamen 1811 die Herrnhuter Missionare Benjamin Kohlmeister und George Knoch hierher. 1830 begann die Hudson’s Bay Company (HBC) den Pelzhandel mit den hier ansässigen Inuit, aber auch mit bald hier auftauchenden Montagnais und Naskapi. Sie errichtete etwa 5 Kilometer unterhalb der heutigen Siedlung einen Handelsposten am Ostufer des Rivière Koksoak, den sie 1842 wieder schloss, doch 1866 erneut öffnete. Während des Zweiten Weltkriegs unterhielten die US-Streitkräfte von 1941 bis 1945 am heutigen Standort der Siedlung einen Luftwaffenstützpunkt („Crystal 1“) und übergaben ihn nach dem Krieg an die kanadische Bundesregierung. 1948 entstand hier schließlich eine römisch-katholische Missionsstation, und bald folgten eine Krankenstation, eine Schule und eine Wetterstation. Als dann 1958 auch die HBC ihre Aktivitäten in die Nähe der Landebahnen verlegte, zogen auch die beim ehemaligen Fort Chimo auf der anderen Flussseite lebenden Inuit-Familien hierher. 1961 gründeten die Inuit eine Genossenschaft, um nicht völlig von der HBC abhängig zu sein. 
Nach der Unterzeichnung des für die Landesentwicklung wichtigen Abkommens der Baie James und des Quebecer Nordens im Jahr 1975 wurde Kuujjuaq zum Verwaltungszentrum von Nunavik. Der Flughafen Kuujjuaq ist mit seinen gut ausgebauten zwei Landebahnen heute überdies eine bedeutende Zwischenstation für Flüge nach Nunavut und Ausgangspunkt für Regionalflüge zu den übrigen Siedlungen in Nunavik.

## Persönlichkeiten
- Sheila Watt-Cloutier (* 1953 in Kuujjuaq), Inuit-Aktivistin